# Lesław Kropp
Lesław Kropp (ur. 22 listopada 1936 w Bronowie, zm. 12 października 2013 w Zgierzu) – polski zapaśnik, olimpijczyk z Rzymu, 5-krotny mistrz Polski.

## Kariera
W latach 1953–1973 był zawodnikiem Boruty Zgierz, a następnie pracował jako instruktor sekcji zapaśniczej tegoż klubu.
Od 1991 szkoleniowiec Miejskiego Towarzystwa Atletycznego w Zgierzu.
Odznaczony Krzyżem Kawalerskim Orderu Odrodzenia Polski w 2002 r. oraz srebrnym Medalem za Wybitne Osiągnięcia Sportowe

## Osiągnięcia sportowe
- 1956 – mistrz Polski w stylu wolnym (waga musza)
- 1960 – mistrz Polski w stylu wolnym (waga musza)
- 1960 – 11. miejsce podczas Igrzysk Olimpijskich w Rzymie (styl wolny, waga musza)
- 1964 – mistrz Polski w stylu wolnym (waga musza)
- 1965 – mistrz Polski w stylu wolnym (waga kogucia)
- 1965 – 4. miejsce podczas Mistrzostw Świata w Manchesterze
- 1966 – mistrz Polski w stylu wolnym (waga kogucia)
- 1966 – brązowy medal Mistrzostw Europy w Karlsruhe